# Digitaria diffusa
Digitaria diffusa är en gräsart som beskrevs av Joyce Winifred Vickery. Digitaria diffusa ingår i släktet fingerhirser, och familjen gräs. Inga underarter finns listade i Catalogue of Life.